# Milan Cagala
Milan Cagala (* 9. května 1949 Častkovce) je bývalým ministrem hospodářství Slovenské republiky a současným prezidentem Svazu strojírenského průmyslu SR.

## Život a kariéra
V letech 1977 až 1982 dálkově studoval strojírenství na Slovenské vysoké škole technické. V roce 1995 ukončil vědeckou aspiranturu. Od roku 1978 pracoval ve firmě Vzduchotechnika Nové Mesto nad Váhom, kde byl od roku 1996 generálním ředitelem. V letech 1995 až 1999 byl členem dozorčí rady DMD Holding a zároveň členem prezídia Fondu národního majetku. V roce 1998 působil jako ministr hospodářství v třetí Mečiarově vládě. Ve volebních obdobích 1998–2002 a 2002–2006 byl za HZDS zvolen poslancem NR SR. V roce 2003 byla strana přejmenována na LS-HZDS. Byl předsedou Zvláštního kontrolního výboru NR SR pro kontrolu činnosti Vojenského zpravodajství, členem Výboru NR SR pro hospodářství, privatizaci a podnikání a ověřovatelem Výboru NR SR pro kontrolu použití informačně-technických prostředků.
Dne 29. ledna 2008 z HZDS vystoupil a v roce 2009 se stal zakládajícím členem a místopředsedou strany Nová demokracia. Na druhém místě kandidátce této strany kandidoval roku 2010 do parlamentu, avšak strana nepřekročila 5 procentní kvórum.